# Romeo Parkes
Romeo Parkes (Port Maria, 11 novembre 1990) è un ex calciatore giamaicano, di ruolo attaccante.

## Carriera

### Club
Ha giocato nella prima divisione giamaicana, in quella salvadoregna ed in quella irlandese, oltre che nelle serie minori statunitensi.

### Nazionale
Ha esordito in nazionale nel 2012, partecipando anche alla Copa América 2015.

## Palmarès

### Club

#### Competizioni nazionali
- Campionato salvadoregno: 1

Isidro Metapán: Apertura 2014